# Пьерон, Рене
Шарль Филипп Рене Пьерон (фр. Charles-Philippe-René Piéron; 27 февраля 1796, Аррас — 4 августа 1857, Аррас) — французский политик.
Получил юридическое образование в Амьене и Лилле, с 1821 года работал адвокатом. С 1828 г. исполняющий обязанности генерального прокурора в королевском суде в Дуэ.
В 1833 году после смерти своего тестя Дегув де Нунка баллотировался на его место в парламент от города Сен-Поль-сюр-Тернуаз, но проиграл выборы. Однако на всеобщих выборах 1834 года Пьерон взял реванш у своего избранного годом ранее соперника и оставался депутатом французского парламента до 1848 года, четырежды выиграв перевыборы. В парламенте Пьерон принадлежал к умеренно либеральной оппозиции, группировавшейся вокруг Одиллона Барро. Будучи сторонником избирательной реформы, в 1848 году он был избран депутатом Учредительного собрания. Одновременно в 1848—1849 гг. занимал пост президента Генерального совета департамента Па-де-Кале. После 1849 г. сосредоточился на юридической практике, занимая должность советника Парижского суда.
Дочь Пьерона вышла замуж за юриста Антонена Беллега; их сын — музыкальный критик Камиль Беллег, внук — художник Жан Камиль Беллег.